# البه-پارای
البه-پارای (به آلمانی: Elbe-Parey) یک شهر در آلمان است که در یریشوورلاند واقع شده‌است. البه-پارای ۷٬۶۶۲ نفر جمعیت دارد.